# Stephan Lichtsteiner
Stephan Lichtsteiner (* 16. Januar 1984 in Adligenswil) ist ein ehemaliger Schweizer Fussballspieler auf der Position des Aussenverteidigers oder im rechten Mittelfeld. Er stand zuletzt beim Bundesligisten FC Augsburg unter Vertrag.

## Vereine

### Jugend
Lichtsteiner ist in Adligenswil aufgewachsen und begann seine Karriere beim dortigen FC, der unter anderem von seinem Vater mitbegründet wurde. 1996 wechselte er als C-Junior zum FC Luzern.

### Grasshopper Club Zürich
Im Sommer 2000 ging der Abwehrspieler zum Grasshopper Club Zürich, bei dem er grössere Chancen auf einen Durchbruch als Profi-Fussballer sah. Diesen schaffte er unter Trainer Marcel Koller und wurde 2002/03 Schweizer Meister.

### OSC Lille
2004 schloss Lichtsteiner seine Lehre als Bankkaufmann erfolgreich ab. Auf die Saison 2005/06 wechselte er zum französischen Erstligisten OSC Lille und unterschrieb einen Vertrag über vier Jahre.

### Lazio Rom
Zur Saison 2008/09 schloss sich Lichtsteiner Lazio Rom an, um dort seinen Landsmann Valon Behrami zu ersetzen, der zuvor seinen Vertrag aufgelöst hatte. Er wurde schnell zum Stammspieler auf der rechten Abwehrseite und kam so in drei Jahren zu 100 Ligaspielen in der Serie A. In seiner ersten Saison für die Römer gewann er unter Trainer Delio Rossi die Coppa Italia und den italienischen Supercup.

### Juventus Turin
Anfang Juli 2011 wurde Lichtsteiner für eine Ablösesumme von zehn Millionen Euro (zahlbar über drei Jahre) zum Rekordmeister Juventus Turin transferiert. Er erhielt einen Vertrag für vier Jahre bei den Turinern. In seinem ersten Ligaspiel erzielte er beim 4:1-Sieg gegen den FC Parma seinen ersten Treffer für seinen neuen Arbeitgeber. Zugleich war sein 1:0 das erste Pflichtspieltor im drei Tage zuvor eingeweihten Juventus Stadium.
Im August 2016 bekundete er Interesse an einem Wechsel zu Inter Mailand, Berichten zufolge waren sich Spieler und Verein bereits einig. Ein Wechsel kam jedoch nicht zustande. Infolgedessen fand Lichtsteiner im Kader zur UEFA Champions League 2016/17 keine Berücksichtigung.

### FC Arsenal
Anfang Mai 2018 gab Lichtsteiner über Sky Sport bekannt, dass er Juventus Turin am Ende der Saison 2017/18 nach sieben Jahren verlassen werde. Wo er seine Karriere fortsetzen wird, liess er zu diesem Zeitpunkt offen. Am 5. Juni 2018 gab der FC Arsenal bekannt, dass man Lichtsteiner zur Saison 2018/19 verpflichtet habe. Er unterschrieb einen Einjahresvertrag bis Juni 2019. Lichtsteiner kam unter Unai Emery auf 14 Premier-League-Einsätze und verliess den Verein anschliessend mit seinem Vertragsende.

### FC Augsburg und Karriereende
Im August 2019 wechselte Lichtsteiner zum FC Augsburg, wo er einen Vertrag bis 2020 erhielt.
In der Saison 2019/20 kam er dort 20-mal zum Einsatz und bereitete ein Tor vor. Nachdem sein Vertrag nicht verlängert worden war, erklärte er am 12. August 2020 seinen Rücktritt als aktiver Fussballer.

## Nationalmannschaften
Lichtsteiner war Schweizer U21-Nationalspieler und gab sein Debüt in der A-Nationalmannschaft unter Jakob Kuhn am 15. November 2006 beim 1:2 im Freundschaftsspiel gegen Brasilien. Bei der Fussball-Europameisterschaft 2008, der Heim-EM der Schweizer, wurde er erstmals bei einem grossen Turnier ins nationale Aufgebot berufen und stand bei allen drei Gruppenspielen in der Startelf. Sein erstes Tor für die Nationalmannschaft erzielte er im letzten Spiel der EM-Qualifikation, sein zweites beim denkwürdigen 5:3-Sieg gegen Deutschland zum zwischenzeitlichen 3:1.
Bei der Fussball-Europameisterschaft 2016 in Frankreich wurde er als Captain in das Aufgebot der Schweiz aufgenommen und führte das Team auch in alle Turnierpartien. Er bestritt alle vier Spiele über die volle Spielzeit, und als der Achtelfinal im Elfmeterschiessen endete, verwandelte er als allererster Schütze. Da ein Elfmeter aber danebenging, schied das Team mit 4:5 aus.
Beim letzten Testspiel vor der Weltmeisterschaft 2018 in Russland gegen Japan (2:0) bestritt er sein 100. Länderspiel für die Schweiz und ist damit einer von 7 Spielern mit über 100 Länderspielen.
Bei der Weltmeisterschaft 2018 in Russland gehörte er zum Aufgebot der Schweiz. Er kam zu drei Einsätzen und schied mit der Mannschaft im Achtelfinal aus. Sein letzter Länderspieleinsatz war am 15. November 2019 in der EM-Qualifikation gegen Georgien. Durch die Verschiebung der Europameisterschaft 2020 entging Lichtsteiner eine weitere Endrundenteilnahme.

## Erfolge
Grasshopper Club Zürich
- Schweizer Meister: 2003

Lazio Rom
- Italienischer Cupsieger: 2009
- Italienischer Supercupsieger: 2009

Juventus Turin
- Italienischer Meister: 2012, 2013, 2014, 2015, 2016, 2017, 2018
- Italienischer Supercupsieger: 2012, 2013, 2015
- Italienischer Cupsieger: 2015, 2016, 2017, 2018